# Атюков Євген Віталійович
Євге́н Віта́лійович Атюко́в (нар. 18 березня 1992 — пом. 8 листопада 2014) — український військовик, солдат Збройних сил України. Оператор-телефоніст, 28-ї окремої механізованої бригади. Учасник російсько-української війни, кавалер ордена «За мужність».
У 2013 році демобілізувався зі строкової служби. Восени 2014 року був мобілізований. Один із «кіборгів».

## Обставини загибелі
Загинув 8 листопада 2014-го у бою поблизу Донецького аеропорту — під час розвідки біля селища Невельське Ясинуватського району. Під час рейду на захоплену терористами територію розвідувальна група наштовхнулася на засаду й вирішила йти на прорив. У бою загинули Атюков і Андрій Шаповал, ще троє розвідників були поранені.
Похований у селі Майори, Біляївський район, Одеська область.
Без сина лишилась мама.

## Нагороди
За особисту мужність і героїзм, виявлені у захисті державного суверенітету та територіальної цілісності України, вірність військовій присязі під час російсько-української війни
- нагороджений орденом «За мужність» III ступеня (4.6.2015, посмертно)